# Структура Міністерства соціальної політики України
Структура Міністерства соціальної політики України
У структурі міністерства працюють директорати, департаменти, управління, відділи та сектори.

## Директорати
- Директорат норм та стандартів гідної праці
  - Експертна група з питань трудових відносин
  - Експерта група з питань оплати праці в бюджетній сфері та грошового забезпечення
  - Експертна група з питань договірного регулювання оплати праці та доходів від зайнятості
  - Експертна група з питань охорони, безпеки та гігієни праці

- Директорат розвитку ринку праці та зайнятості
  - Експертна група з питань трудової міграції
  - Експертна група з питань продуктивної зайнятості
  - Експертна група з питань професійного розвитку впродовж життя
  - Експертна група з питань аналізу ринку праці
  - Експертна група з питань соціального діалогу

- Директорат розвитку соціального страхування та пенсійного забезпечення
  - Експертна група з питань систем соціального страхування, страхових виплат і послуг
  - Експертна група з питань солідарної системи пенсійного страхування
  - Експертна група з питань накопичувальної системи пенсійного забезпечення

- Директорат сім'ї та соціальної підтримки населення
  - Експертна група з питань соціальної допомоги та підтримки сімей
  - Експертна група з питань житлових субсидій та пільг
  - Експертна група з питань адміністрування соціальних програм
  - Експертна група з питань соціальної інспекції

- Директорат соціальних послуг та інтеграції
  - Експертна група з питань формування соціальних послуг та розвитку соціального замовлення
  - Експертна група з питань протидії торгівлі людьми, домашньому насильству, гендерної рівності
  - Експертна група з питань інтеграції внутрішньо переміщених осіб та інших вразливих груп населення
  - Експертна група з питань ветеранів та учасників АТО
  - Експертна група з питань інтегрованих соціальних послуг сім'ям
  - Експертна група з питань розвитку соціальних житлових програм
  - Експертна група з питань деінституалізації дитячих інтернатних закладів
  - Експертна група з питань соціальних гарантій, безпеки життя та комплексного розвитку дитини

- Директорат стратегічного планування, координації політики та євроінтеграції
  - Експертна група з питань соціально-економічного прогнозу
  - Експертна група з питань соціального бюджету
  - Експертна група з питань рівня життя та соціальних стандартів
  - Експертна група з питань формування стратегій
  - Експертна група з питань євроінтеграції
  - Експертна група з питань регіонального розвитку
  - Експертна група з питань аналізу, наукових досліджень та соціальних опитувань

- Директорат захисту прав осіб з інвалідністю
  - Експертна група з питань соціальних гарантій осіб з інвалідністю
  - Експертна група з питань інтеграції осіб з інвалідністю у суспільне життя, інклюзії та доступності

## Департаменти
- Департамент заробітної плати та умов праці
  - Відділ оплати праці
  - Відділ регулювання умов і охорони праці
  - Відділ регулювання грошового забезпечення
  - Відділ колективних договорів та угод

- Департамент нагляду за діяльністю Пенсійного фонду України та фондів соціального страхування
  - Відділ нагляду за діяльністю Пенсійного фонду України та фондів соціального страхування
  - Відділ методології страхових систем
  - Відділ роз'яснювальної роботи з питань пенсійного забезпечення
  - Відділ роз'яснювальної роботи з питань соціального страхування

- Департамент забезпечення прав дітей та оздоровлення
  - Відділ координації діяльності служб у справах дітей
  - Відділ оздоровлення та відпочинку дітей
  - Відділ міжнародного усиновлення
  - Відділ національного усиновлення
  - Відділ сімейних форм виховання та роботи з багатодітними сім'ями

- Департамент у справах ветеранів, осіб з інвалідністю та постраждалих внаслідок Чорнобильської катастрофи
  - Відділ визначення статусу постраждалого та зв'язків з громадськими організаціями
  - Відділ роз'яснювальної роботи та моніторингу
  - Відділ реалізації політики щодо осіб з інвалідністю
  - Відділ соціальної адаптації учасників АТО та військовослужбовців звільнених у запас або у відставку
  - Відділ соціального захисту ветеранів, жертв нацистських переслідувань та політичних репресій
  - Сектор соціального захисту постраждалих осіб внаслідок масових акцій громадського протесту під час Революції Гідності та членів їх сімей

- Департамент реалізації державних соціальних програм
  - Відділ видатків та фінансування бюджетних установ
  - Відділ організації бюджетування
  - Відділ фінансування соціальних програм
  - Відділ фінансування соціальних виплат
  - Відділ фінансування санаторно-курортного лікування
  - Сектор з питань забезпечення житлом
  - Сектор з питань забезпечення технічними та іншими засобами реабілітації осіб з інвалідністю

- Департамент організаційної роботи та взаємодії з органами державної влади
  - Відділ взаємодії з Кабінетом Міністрів України та опрацювання нормативно-правових актів
  - Відділ організаційної та інформаційно-аналітичної роботи
  - Відділ взаємодії з громадськістю
  - Відділ взаємодії з Верховною Радою України

- Юридичний департамент
  - Відділ правової експертизи
  - Відділ організації роботи щодо представництва в судових та інших органах державної влади
  - Відділ координації правової роботи та застосування законодавства
  - Відділ міжнародних договорів

## Управління
- Управління державної соціальної допомоги
  - Відділ адресного надання пільг, компенсацій та житлових субсидій
  - Відділ моніторингу державних соціальних допомог

- Управління інтегрованих соціальних послуг
  - Відділ розвитку послуг для сімей та дітей
  - Відділ розвитку послуг для громадян похилого віку
  - Відділ розвитку послуг для громадян із груп ризику
  - Відділ розвитку послуг для осіб з інвалідністю
  - Сектор трансформації інтернатних закладів
  - Сектор з питань соціальної реклами

- Управління протидії торгівлі людьми та запобігання домашньому насильству
  - Відділ протидії торгівлі людьми
  - Відділ ліцензування діяльності з посередництва у працевлаштуванні за кордоном
  - Сектор з питань запобігання домашньому насильству

- Управління з питань соціального захисту постраждалих внаслідок надзвичайних ситуацій
  - Відділ організації соціального захисту внутрішньо переміщених осіб
  - Відділ з питань депортованих осіб

- Управління по роботі з персоналом
  - Відділ управління персоналом апарату Міністерства
  - Відділ підвищення кваліфікації та нагородження
  - Відділ організації добору персоналу

- Управління бухгалтерського забезпечення
  - Відділ розрахунків та обліку централізованих заходів
  - Відділ бухгалтерського обліку та звітності
  - Сектор обліку розрахунків з працівниками та оплати праці

- Управління інформаційних технологій
  - Відділ адміністрування загальнодержавних реєстрів та баз даних
  - Відділ інформаційної безпеки та захисту інформації

- Управління внутрішнього аудиту
  - Відділ фінансового аудиту та відповідності
  - Відділ аудиту ефективності

- Управління звернень громадян та контролю виконання
  - Відділ звернень та прийому громадян
  - Відділ контролю виконання документів
  - Відділ документального забезпечення

- Управління адміністративного забезпечення
  - Відділ управління майном та охорони праці
  - Відділ гуманітарної допомоги

## Відділи
- Відділ з питань діяльності підвідомчих підприємств, установ та організацій
- Відділ міжнародних зв'язків та з питань протоколу
- Відділ організаційного забезпечення діяльності першого заступника Міністра
- Відділ гендерної рівності

## Сектори
- Сектор забезпечення роботи державного секретаря
- Сектор забезпечення роботи заступника Міністра
- Сектор забезпечення роботи заступника Міністра

- Сектор забезпечення роботи заступника Міністра
- Сектор забезпечення роботи заступника Міністра з питань європейської інтеграції

- Сектор з питань комунікацій
- Сектор з питань запобігання та виявлення корупції

- Сектор режимно-секретної роботи
- Сектор мобілізаційної роботи